# Microlife

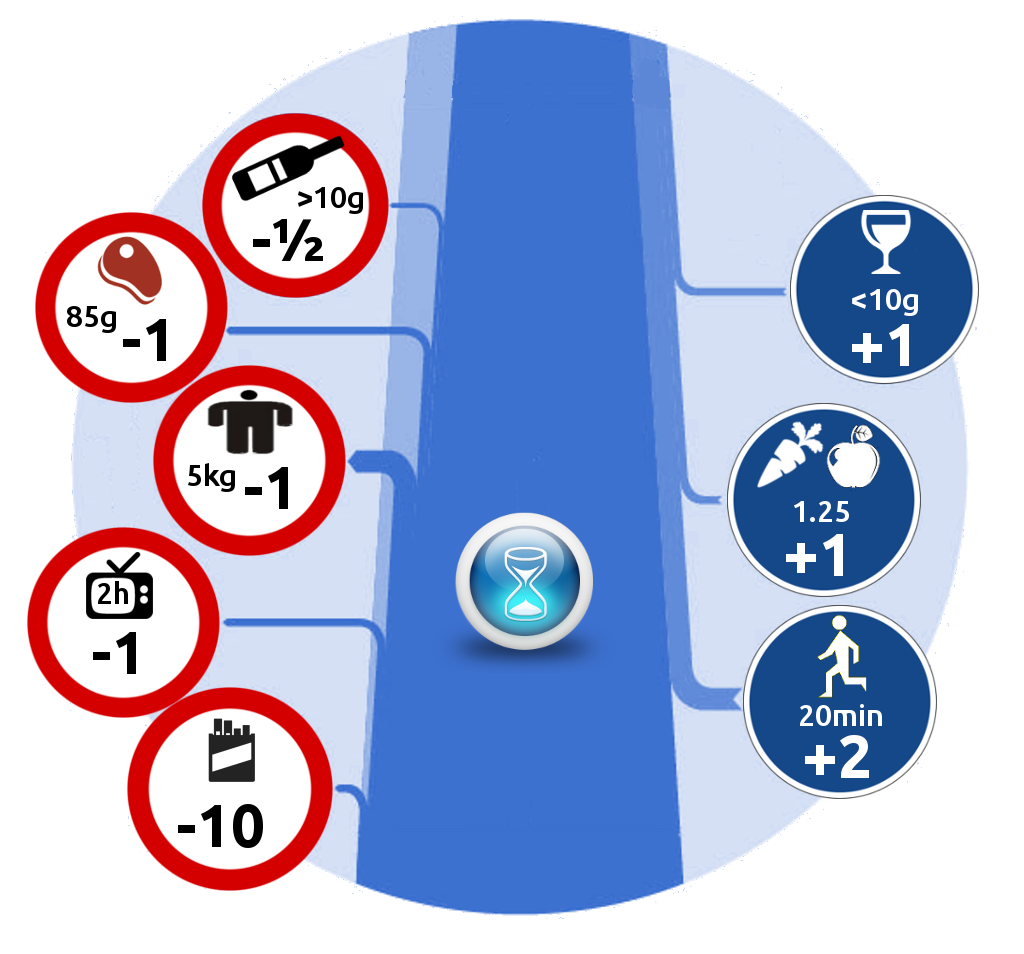
Rappresentazione grafica dei microlives

Una microlife è un'unità di rischio che rappresenta un cambiamento di mezz'ora dell'aspettativa di vita.
Il concetto è stato introdotto da David Spiegelhalter e da Alejandro Leiva, i microlives hanno l'obiettivo di comunicare in modo semplice l'impatto di uno stile di vita o di un fattore di rischio ambientale, basato sull'effetto giornaliero proporzionale alla lunghezza prevista della vita. Simile al micromort (probabilità di uno su un milione di morire) il microlife è inteso come "un confronto approssimativo ma equo tra le grandezze del rischio cronico". Questo per evitare l'influenzamento nel descrivere il rischio in indici relativi di pericolo, convertendoli in una qualche unità tangibile. In modo simile queste unità descrivono il rischio futuro a lungo termine nel qui e ora, sotto forma di guadagno o perdita di tempo.
Il microlife utilizza il fatto che per piccoli indici di rischio il cambiamento dell'aspettativa di vita è circa lineare. Esso è quindi necessariamente una stima approssimativa, basata sulle medie sulla popolazione e sulla vita.
Microlives guadagnati o persi, basati sugli effetti a lungo termine di stili di vita e di fattori di rischio demografici sull'aspettativa di vita, presi in considerazione uomini e donne di 35 anni.
| Fattore di rischio                                                          | Uomo | Donna |
| --------------------------------------------------------------------------- | ---- | ----- |
| Fumare                                                                      |      |       |
| Fumare 15-24 sigarette                                                      | -10  | -9    |
| Assunzione di alcolici                                                      |      |       |
| Primo drink (10g di alcol)                                                  | 1    | 1     |
| Ogni drink successivo (fino a 6)                                            | -1/2 | -1    |
| Obesità                                                                     |      |       |
| Ogni 5 unità sopra un IMC di 22,5 (per giorno)                              | -3   | -3    |
| Ogni 5 kg sopra una massa ottimale per la propria altezza (per giorno)      | -1   | -1    |
| Stile di vita sedentario                                                    |      |       |
| 2 ore a guardare la televisione                                             | -1   | -1    |
| Dieta                                                                       |      |       |
| Carne rossa, 1 porzione (85 g, 3 oz)                                        | -1   | -1    |
| Consumo di frutta e vegetali, 5 porzioni (vitamina C nel sangue >50 nmol/L) | 4    | 3     |
| Consumo di caffè                                                            |      |       |
| 2-3 tazze                                                                   | 1    | 1     |
| Attività fisica                                                             |      |       |
| Primi 20 minuti di esercizio fisico moderato                                | 2    | 2     |
| Successivi 40 minuti di esercizio moderato                                  | 1    | 1/2   |
| Statine                                                                     |      |       |
| Prendere una statina                                                        | 1    | 1     |
| Inquinamento dell'aria                                                      |      |       |
| Vivere a Città del Messico invece che a Londra (per giorno)                 | -1/2 | -1/2  |
| Sesso                                                                       |      |       |
| Essere maschio invece che femmina (per giorno)                              | -4   | /     |
| Posizione geografica                                                        |      |       |
| Vivere in Russia invece che in Svezia (per giorno)                          | -21  | -9    |
| Epoca                                                                       |      |       |
| Vivere nel 2010 rispetto che nel 1910 (per giorno)                          | 15   | 15    |
| Vivere nel 2010 rispetto che nel 1980 (per giorno)                          | 8    | 5     |